# Elena sì... ma di Troia
Elena sì... ma di Troia è un film italiano del 1973 diretto da Alfonso Brescia.
Il film è una parodia della figura di Elena di Troia.

## Trama
Otone e Savio, vagabondi provenienti dall'Etruria, si ritrovano sulle sponde dell'Antica Grecia in cerca di pane e avventure. Vengono accolti da Paride e Elena e condotti nella reggia di Menelao.